# سانتو استفانو ا ماچراتا
سانتو استفانو ا ماچراتا (به ایتالیایی: Santo Stefano a Macerata) یک منطقهٔ مسکونی در ایتالیا است که در کاسکینا واقع شده‌است. سانتو استفانو ا ماچراتا ۳۵۱ نفر جمعیت دارد و ۴ متر بالاتر از سطح دریا واقع شده‌است.